# Chitracephalus dumonii
Il chitracefalo (Chitracephalus dumonii) è una tartaruga estinta, vissuta nel Cretaceo inferiore (Hauteriviano - Aptiano, circa 130 - 115 milioni di anni fa) e i suoi resti fossili sono stati ritrovati in Europa.

## Descrizione
Questo animale possedeva un carapace di forma quasi perfettamente circolare, ed era dotato di un collo molto allungato. Il cranio era molto lungo e depresso, con una regione facciale estremamente corta. Le vertebre cervicali erano prive di processi trasversi, mentre i pleurali si restringevano nella zona delle loro estremità esterne. Gli elementi del carapace erano piuttosto simili a quelli del genere attuale Chelonia. Le dita erano artigliate e relativamente corte. 

## Classificazione
Chitracephalus dumonii venne descritto originariamente da Louis Dollo nel 1885 sulla base di fossili ritrovati nel ben noto giacimento belga di Bernissart. Originariamente questa tartaruga non godette di una classificazione ben chiara, ma una ridescrizione del materiale belga e di altro materiale proveniente dalla Spagna (precedentemente noto come Salasemys pulcherrima) ha permesso di classificare Chitracephalus come un rappresentante basale dei chelonioidi, la superfamiglia di cui fanno parte tutte le attuali tartarughe marine. Affine a Chitracephalus era Hoyasemys, del Cretaceo inferiore della Spagna. Queste due forme fanno parte di un clade che comprende anche i macrobaenidi, i sinemididi e gli altri chelonioidi. 

## Paleobiologia
Chitracephalus e le forme simili erano probabilmente animali semiacquatici, dotati di un lungo collo per arpionare le piccole prede di cui si nutrivano.